# تمنه حارس
تمنه حارس أو تِمنات حارس (العبرية: תמנת חרס)، هي المدينة التي أعطاها الإسرائيليون ليشوع وفقًا للكتاب المقدس العبري. وطلبها فأعطاه إياها الناس "حسب أمر الرب". فبنى المدينة وسكن فيها (Joshua 19:49-50).
وفقًا للترجمة السبعينية لسفر يشوع، وضع يشوع هناك "السكاكين الحجرية التي ختن بها بني إسرائيل".
وبحسب الكتاب المقدس، دُفن يشوع هناك (Joshua 24:30). ويذكر التقليد اليهودي أيضًا أن قبر كالب موجود هناك.
في عام 2022، بدأت الحفريات التي قام بها علماء الآثار الإسرائيليون في خربة تبنة في الضفة الغربية، وهو موقع على قمة تل يُعرف عادةً باسم تمنة التوراتية.

## علم أصول الكلمات

علامة قبر منسوبة إلى كالب في كفل حارس

في Joshua 19:49-50 ويشوع Joshua 24:30، تسمى المدينة تِمنات حارس، بينما في Judges 2:9 تسمى تمنة حارس.
في التلمود تم ذكر المدينة في بافا باترا 122ب، حيث تُرجمت كلمة "هريس" إلى "فخار"، في إشارة إلى أن الفاكهة في المنطقة كانت جافة مثل الفخار قبل وصول يشوع. إن عكس الكلمة "سارح" يُعرَّف بأنه "متعفن"، فبعد وصول يشوع، أصبحت الثمار كثيرة العصير لدرجة أنها كانت قابلة للتعفن بسرعة.

## موقع
كانت البلدة تقع في منطقة جبل أفرايم، شمال جبل جاعش. وقد تم تحديدها بشكل مختلف بموقعين محتملين، كفل حارس وخربة تبنة.
حدد كل من إي. شورر وعالم الآثار دبليو إف ألبرايت تيمناث-هيريس مع تامنا، المذكورة في المصادر اليونانية الرومانية بما في ذلك كتابات يوسيفوس. يذكر يوسابيوس في كتابه "أونوماستيكون " الموقع تحت مدخل جااس (جبل جاعش)، وهو جبل في أفرايم (Josh. 24:33)، "بالقرب من قرية تامنا".
كوندر وكيتشنر من صندوق استكشاف فلسطين، يتجنبان الالتزام بتحديد موقع تمنات-حريس التوراتي إما في كفل حارس أو خربة تبنة، ويذكران فقط الإشارات الكلاسيكية إلى مكان تمناثا / تمنة (كما في بليني، تاريخ طبيعي، الآية 14 وفي الحرب اليهودية 3.3.5)، قائلين إن هذا المكان يجب أن يتم تحديده مع الخراب الحالي تبنة (المشار إليه في الورقة الرابعة عشرة)، وأن "بعضهم حددوه مع تمنات-حريس".
خلال القرن الأول الميلادي وحتى تدميرها، كانت تامنا بمثابة منطقة إدارية (توباركية).

### كفل الأرانب
من الممكن أن يكون موقع تمنة حارس هو قرية كفل حارس الفلسطينية، التي تقع على بعد 6 كيلومترات غرب سلفيت في الضفة الغربية.

### خربة تبنة
ومن بين المرشحين الآخرين خربة تبنة، الواقعة بين دير نظام والنبي صالح، شرقي بلدة شوهام الإسرائيلية وبالقرب من مستوطنة حلميش. أسفرت مسوحات مختلفة عن أدلة على وجود مساكن من العصر البرونزي حتى أوائل العصر العثماني، مع نتائج مختلفة من العصر الحديدي والعصر الحشموني والروماني والمملوكي. ويقود عمليات الحفر دفير رافيف، عالم الآثار الذي رسم خريطة الموقع في عام 2015. قام برسم مخططات لمواقع المقابر، وجمع شظايا الفخار، وتوثيق كهوف الدفن. وقد كشفت الحفريات الحالية عن رأس حربة يعود تاريخه إلى القرن الثاني الميلادي بالإضافة إلى الفخار والعملات المعدنية.

## روابط خارجية
- مسح غرب فلسطين، خريطة عام 1880، الخريطة رقم 14: سلطة الآثار الإسرائيلية، ويكيميديا كومنز (تبنة، تظهر على يسار النبي صالح ودير النظام)